# Carel Laurens Cool
Carel Laurens Cool (Amsterdam, 30 december 1877 – Paramaribo, 11 november 1941) was een Nederlands bankdirecteur en politicus.
Hij werd geboren als zoon van Pieter Cool (1838-1898; koopman) en Jeannette Cornelia Serlé (1854-1919). Hij is in 1907 in Sint-Petersburg getrouwd met Maria Gertruda Ursula del Muni y Cipolly. In 1923 volgde hij D.S. Huizinga op als directeur van de Surinaamsche Bank in Suriname. In datzelfde jaar werd hij consul van Zweden in Suriname. Hij zou beide functies blijven vervullen tot zijn dood.
Naast zijn werk als bankdirecteur was hij enkele jaren actief in de politiek. Nadat het Statenlid E.Th.L. Waller was opgestapt werd Cool in 1927 bij tussentijdse verkiezingen verkozen tot lid van de Koloniale Staten. Bij de parlementsverkiezingen van 1930 was hij niet herkiesbaar zodat na drie jaar een einde kwam aan zijn Statenlidmaatschap.
Cool overleed in 1941 op 63-jarige leeftijd.